# Joachim Walter (Fußballspieler)
Hans-Joachim Walter (* 23. Oktober 1940; † 9. Mai 2021) war Fußballspieler in der DDR-Oberliga, in der er für den SC Aufbau/1. FC Magdeburg spielte. Er gewann dreimal den DDR-Fußballpokal und ist vierfacher Nachwuchs-Nationalspieler.
Walters fußballerische Laufbahn begann 1947 in Burg bei Magdeburg, wo er bis 1954 bei der BSG Lokomotive und bis 1959 bei der BSG Einheit Burg spielte. Anschließend wurde er als talentierter Angriffsspieler zum Fußballschwerpunkt der Region, dem SC Aufbau Magdeburg delegiert. Die Magdeburger waren gerade in die höchste DDR-Fußballklasse Oberliga aufgestiegen und setzten den 19-jährigen Walter sofort im ersten Punktspiel der Saison 1960 ein. Nach durchwachsenen Platzierungen holten sich die Magdeburger zum Abschluss der Spielzeit 1963/64 mit dem Gewinn des DDR-Pokals ihren ersten Titel. Beim 3:2-Sieg am 13. Juni 1964 über den SC Leipzig schoss Walter als Rechtsaußenstürmer die Tore zum 1:2 und 2:2 und gab damit dem Spiel die entscheidende Wende zum Sieg. Das Gleiche wiederholte sich ein Jahr später. Erneut hatte der SC Aufbau das Pokalendspiel erreicht, und wieder war es Walter, diesmal Mittelstürmer, der mit seinen 1:1-Ausgleichstor den zweiten Magdeburger Pokalsieg bei 2:1 über den SC Motor Jena einleitete. Die Saison 1965/66 endete dagegen mit einer Enttäuschung, denn der inzwischen gegründete 1. FC Magdeburg musste als Tabellenletzter aus der Oberliga absteigen. Joachim Walter spielte mit dem FCM jedoch nur ein Jahr in der zweitklassigen DDR-Liga (13 Spiele/4 Tore), da den Bördestädtern der sofortige Wiederaufstieg gelang. Nach einem für einen Neuling überraschend guten dritten Platz in der Oberligasaison 1967/68 holte sich der 1. FC Magdeburg 1969 seinen dritten Pokalsieg. Auch in seinem dritten Pokalendspiel am 1. Juni 1969 trug sich Walter als Torschütze ein, diesmal gab er mit seinem 2:0 den Magdeburgern die nötige Sicherheit zum 4:0-Sieg über den FC Karl-Marx-Stadt.
Nachdem Walter zwischen 1959 und 1962 bereits zu vier internationalen Spielen in der DDR-Nachwuchsauswahl gekommen war, boten ihm die Europapokalspiele des Magdeburg Klubs weitere internationale Einsätze. Durch die drei Pokalsiege hatten sich die Magdeburger jeweils für die Wettbewerbe um den Europapokal der Pokalsieger qualifiziert. Während Walters aktiver Zeit wurden dort zwischen 1964 und 1969 dreizehn Spiele absolviert, bei denen Walter lediglich in der Viertelfinalhinspielbegegnung West Ham United – 1. FCM am 2. März 1966 fehlte. Im Rückspiel des Viertelfinales besorgte er zwar die 1:0-Führung, doch nach dem 1:1-Endstand und der 0:1-Niederlage im Hinspiel schieden die Magdeburger aus. Die 0:2-Niederlage im Achtelfinalrückspiel des Pokalsiegercups 1969/70 gegen Académica de Coimbra war Walters letzter Europapokalauftritt.
Joachim Walter blieb bis zum Ende der Saison 1969/70 beim 1. FC Magdeburg aktiv. Nach zehn Spielzeiten für den SC Aufbau bzw. für den 1. FC Magdeburg hatte er 278 Pflichtspiele absolviert: 228 Oberligaspiele, 13 Spiele in der DDR-Liga, 25 nationale und 12 internationale Pokaleinsätze. Insgesamt schoss Walter 85 Pflichtspieltore, seine vier Tore in Endspielen im FDGB-Pokal bedeuten Rekord, den er zusammen mit dem Jenaer Stürmerstar Peter Ducke hält.